# Жумалы
Жумалы (алт. Јуҥмалу) — река в России, протекает по Кош-Агачскому району Республики Алтай. Устье реки находится в 44 км от устья реки Джазатор по левому берегу. Длина реки составляет 34 км. Высота устья — 1846,0 м над уровнем моря.
В 13 км от устья по левому берегу реки впадает река Садакбай.
На берегу реки находится лечебный источник Тёплый Ключ.

## Данные водного реестра
По данным государственного водного реестра России относится к Верхнеобскому бассейновому округу, водохозяйственный участок реки — Катунь, речной подбассейн реки — Бия и Катунь. Речной бассейн реки — (Верхняя) Обь до впадения Иртыша.